# Jonathan Danty
Jonathan Danty (París, 7 de octubre de 1992) es un jugador francés de rugby que se desempeña como centro.

## Selección nacional
Fue convocado a Les Bleus por primera vez en febrero de 2016, para enfrentar a la Azzurri por la primera jornada del Torneo de las Seis Naciones 2016, actualmente es un jugador regular del seleccionado.
Hasta el momento lleva cuatro partidos jugados y ningún punto marcado.

## Palmarés
- Campeón de la Copa Desafío de 2016–17.
- Campeón del Top 14 de 2014–15.